# Gare du Coteau
Gare du Coteau vasútállomás Franciaországban, Le Coteau településen.

## Vasútvonalak
Az állomást az alábbi vasútvonalak érintik:
- Moret–Lyon-vasútvonal
- Coteau–Saint-Germain-au-Mont-d'Or-vasútvonal
- Coteau-Montchanin-vasútvonal

## Kapcsolódó állomások
A vasútállomáshoz az alábbi állomások vannak a legközelebb:
- Gare de Roanne (Gare de Moret - Veneux-les-Sablons, Moret–Lyon-vasútvonal, Coteau–Saint-Germain-au-Mont-d'Or-vasútvonal)
- Gare de Saint-Jodard (Lyon-Perrache pályaudvar, Moret–Lyon-vasútvonal)
- Gare de Régny